# Midden-Egypte
Midden-Egypte is een moderne (19e-eeuwse) benaming voor het gebied tussen Neder-Egypte en Opper-Egypte, stroomopwaarts reikend van Beni Suef in het noorden tot Qina in het zuiden.
De streek is bewoond sinds de pre-dynastieke periode. Talrijke monumenten tonen het belang van dit gebied in het oude Egypte aan. Hier bevinden zich met Beni Hassan, Dair al-Berscha, Meir en Assioet, de belangrijkste gouwvorstengraven van de Eerste tussenperiode en het Middenrijk. Ten zuiden van Al-Minya ligt Achetaton, de hoofdstad van Achnaton aan het einde van de 18e dynastie.